# عمر شریف
عمر شریف (به عربی: عمر الشریف) با نام تولد میشل دیمیتری شلهوب (۱۰ آوریل ۱۹۳۲ – ۱۰ ژوئیهٔ ۲۰۱۵) هنرپیشهٔ سرشناس مصری سینمای هالیوود بود.

## ابتدای زندگی

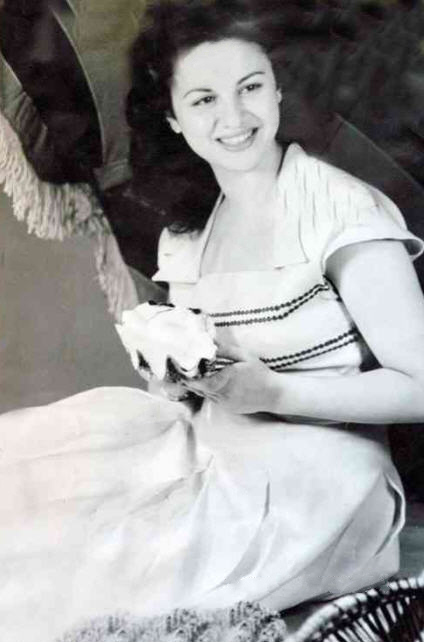

عمر شریف با نام تولد میشل دیمیتری شلهوب (به انگلیسی: Michael Dimitri Chalhoub) در شهر اسکندریه، مصر زاده شد. وی از خانواده‌ای متعلق به کلیسای کاتولیک یونانی بود که اصالتاً فلسطینی-سوری-لبنانی بودند. پدر وی «یوسف شلهوب» زادهٔ لبنان بود.

## تحصیلات
زمانی که در کالج ویکتوریا، اسکندریه تحصیل می‌کرد با یوسف شاهین و ادوارد سعید هم‌شاگردی بود. پس از این که در رشتهٔ ریاضی و فیزیک از دانشگاه قاهره فارغ‌التحصیل شد به مدت ۵ سال در شغل پدر که تجارت چوب بود مشغول به کار شد و پس از آن برای آموختن بازیگری وارد آکادمی سلطنتی هنرهای دراماتیک لندن شد.
شریف به زبان‌های انگلیسی، عربی، یونانی، ایتالیایی، اسپانیایی، و فرانسه تسلط داشت و در فیلم‌ها اغلب نقش یک خارجی را بازی می‌کرد.

## زندگی خصوصی
وی پس از ورود به سینمای مصر با یکی از ستارگان وقت سینمای مصر به نام فاتن حمامه آشنا شد و رفته رفته عاشق وی شد. به‌طوری‌که برای ازدواج با فاتن حمامه که یک مسلمان بود، به اسلام گروید و نامش را به عمر الشریف تغییر داد.
حاصل ازدواج فاتن حمامه و عمر شریف پسری است به نام طارق شریف که در سال ۱۹۵۷ زاده شد. زندگی مشترک عمر شریف و فاتن حمامه، ۲۰ سال ادامه داشت تا سرانجام در سال ۱۹۷۴، از یکدیگر جدا شدند.
عمر شریف پس از جدایی از فاتن حمامه دیگر هیچگاه ازدواج نکرد.
نوهٔ او عمر شریف پسر هم، مثل پدربزرگ و مادربزرگش به بازیگری روی آورده‌است.

## علائق
عمر شریف به بازی بریج علاقه فراوانی داشت. وی حتی کتابی در زمینه بازی بریج نیز منتشر کرد.

## بیماری و مرگ
در مهٔ ۲۰۱۵ طارق فرزند عمر شریف طی گفتگویی با روزنامهٔ اسپانیایی ال موندو اعلام کرد که پدرش به بیماری آلزایمر مبتلا شده ولی پیشرفت بیماری هنوز مشخص نیست.
عمر شریف بر اثر حمله قلبی در تاریخ ۱۰ ژوئیهٔ ۲۰۱۵ در سن ۸۳ سالگی در بیمارستانی در قاهره درگذشت.

## افتخارات هنری
وی در سال ۱۹۶۳ برای بازی در فیلم لورنس عربستان نامزد دریافت جایزه اسکار بهترین بازیگر نقش مکمل مرد شد.
عمر شریف همچنین در سال ۱۹۶۵ برای بازی در فیلم دکتر ژیواگو برنده جایزه گلدن گلوب برای بهترین نقش اول مرد شد. وی در فیلم سیزدهمین سلحشور و سریال جزیره اسرارآمیز نیز ایفای نقش کرده‌است.
وی همچنین برنده «جایزه سزار بهترین بازیگر نقش اول مرد» در سال ۲۰۰۴ و «نشان سرگئی آیزنشتاین» در نوامبر ۲۰۰۵ شد.

## فیلم‌شناسی
| سال  | فیلم                         | نقش         | توضیحات                                                                                 |
| ---- | ---------------------------- | ----------- | --------------------------------------------------------------------------------------- |
| ۱۹۶۲ | لورنس عربستان                | علی         | جایزه گلدن گلوب بهترین بازیگر نقش مکمل مرد نامزد جایزه اسکار بهترین بازیگر نقش مکمل مرد |
| ۱۹۶۴ | سقوط امپراتوری روم           | سوهاموس     |                                                                                         |
| ۱۹۶۴ | اسب کهر را بنگر              | فرانسیسکو   |                                                                                         |
| ۱۹۶۵ | چنگیز خان                    | چنگیز خان   |                                                                                         |
| ۱۹۶۵ | دکتر ژیواگو                  | دکتر ژیواگو | جایزه گلدن گلوب بهترین بازیگر مرد فیلم درام                                             |
| ۱۹۶۸ | دختر شوخ                     | نیک         |                                                                                         |
| ۱۹۶۸ | قرار ملاقات                  | فندی        |                                                                                         |
| ۱۹۶۹ | چه!                          | چه گوارا    |                                                                                         |
| ۱۹۷۱ | سوارکاران                    | اوراز       |                                                                                         |
| ۱۹۷۴ | نیروی عظیم                   | کاپیتان     |                                                                                         |
| ۱۹۷۵ | بانوی مسخره                  |             |                                                                                         |
| ۱۹۷۶ | پلنگ صورتی دوباره ضربه می‌زند |             |                                                                                         |
| ۱۹۷۹ | وراثت                        | ایو پالاتزی |                                                                                         |
| ۱۹۸۰ | اوه! سگ بهشتی                |             |                                                                                         |
| ۱۹۸۱ | اینچئون                      | افسر        |                                                                                         |
| ۱۹۸۱ | یخ سبز                       |             |                                                                                         |
| ۱۹۹۲ | مایریگ                       |             |                                                                                         |
| ۱۹۹۹ | سیزدهمین سلحشور              |             |                                                                                         |
| ۲۰۰۱ | افسر آزادی مشروط             |             |                                                                                         |
| ۲۰۰۴ | هیدالگو                      |             |                                                                                         |
| ۲۰۰۶ | یک شب با پادشاه              |             |                                                                                         |
| ۲۰۰۸ | ۱۰۰۰۰ سال پیش از میلاد       | راوی        |                                                                                         |
| ۲۰۰۹ | مسافر                        |             |                                                                                         |
| ۲۰۱۳ | شهر را بلرزان                | حسن         |                                                                                         |

## نگارخانه

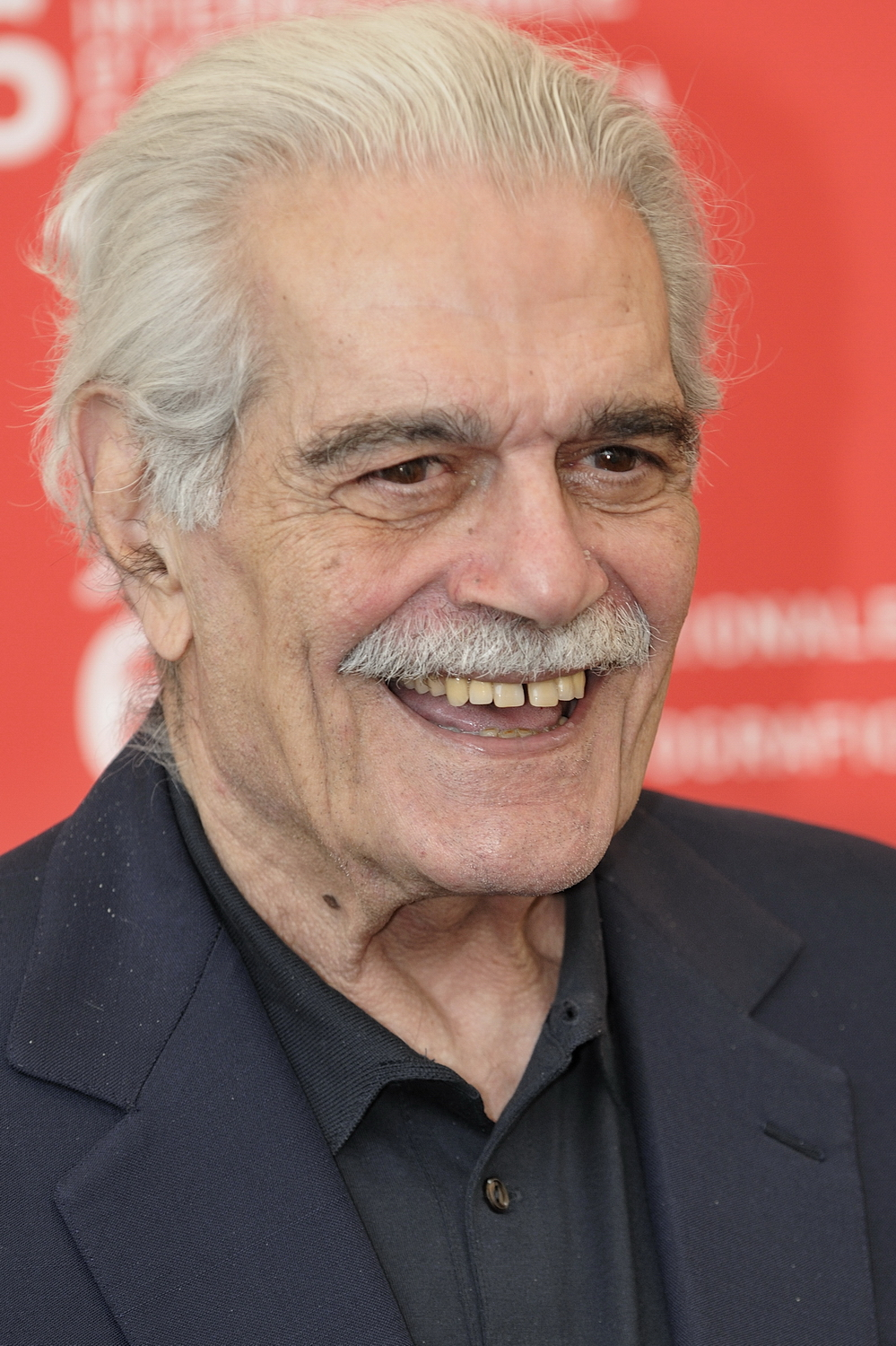
عمر شریف، فستیوال فیلم ونیز (سپتامبر ۲۰۰۹)